# That’s It!
That’s It! – album studyjny amerykańskiego saksofonisty jazzowego Bookera Ervina, wydany w 1961 roku z numerem katalogowym CJM 8014 i CJS 9014 nakładem Candid Records.

## Powstanie
Materiał na płytę został zarejestrowany 6 stycznia 1961 roku w Nola Penthouse Sound Studios w Nowym Jorku. Utwory wykonali: Booker Ervin (saksofon tenorowy), Horace Parlan (jako Felix Krull; fortepian), George Tucker (kontrabas), Al Harewood (perkusja).

## Lista utworów
Opracowano na podstawie materiału źródłowego.
Wydanie LP
Strona A
| Nr | Tytuł utworu | Muzyka       | Długość |
| -- | ------------ | ------------ | ------- |
| 1. | „Mojo”       | Booker Ervin | 7:56    |
| 2. | „Uranus”     | Ervin        | 4:31    |
| 3. | „Poinciana”  | Nat Simon    | 8:02    |
|    |              |              | 20:29   |

Strona B
| Nr | Tytuł utworu     | Muzyka     | Długość |
| -- | ---------------- | ---------- | ------- |
| 1. | „Speak Low”      | Kurt Weill | 7:10    |
| 2. | „Booker’s Blues” | Ervin      | 10:58   |
| 3. | „Boo”            | Ervin      | 4:34    |
|    |                  |            | 22:42   |

## Twórcy
Opracowano na podstawie materiału źródłowego.
Muzycy:
- Booker Ervin – saksofon tenorowy
- Horace Parlan (jako Felix Krull) – fortepian
- George Tucker – kontrabas
- Al Harewood – perkusja

Produkcja:
- Bob d’Orleans – inżynieria dźwięku
- Frank Gauna – fotografia na okładce
- Nat Hentoff – liner notes